# Perry Como
Pierino (Perry) Como (Canonsburg (Pennsylvania), 18 mei 1912 - Jupiter Inlet Colony (Florida), 12 mei 2001) was een Amerikaanse zanger. Van zijn platen werden in totaal meer dan 60 miljoen exemplaren verkocht.
Hoewel hij altijd al graag zong, was zijn grootste wens om kapper te worden. Na het behalen van zijn middelbareschooldiploma opende hij een kapsalon. In 1933 trouwde hij met zijn jeugdliefde, Roselle Belline. 
Como ging in 1933 zingen bij de band van Freddy Carlone in Ohio. Drie jaar later werkte hij bij Ted Weems' Orchestra waarmee hij ook voor het eerst platen opnam. Het eerste nummer heette You Can't Pull the Wool over My Eyes, en werd opgenomen bij Decca Records.
Toen Weems in 1942 zijn band ophief ging Como naar CBS, waar hij gedurende enkele jaren zonder veel succes voor bleef opnemen. Rond die tijd had de voormalige kapper besloten terug te keren naar Canonsburg, zijn familie en zijn kapsalon. Net toen hij op het punt stond zijn zangcarrière er definitief aan te geven, haalden twee producers van NBC hem over voor de NBC Supper Club te gaan optreden. Daarna oogstte hij meer en meer succes in theaters en nachtclubs.
In 1943 tekende hij een exclusief contract met RCA Victor en bleef bijna 50 jaar bij dat bedrijf.
In 1945 nam hij de popballade 'Til the End of Time op, een lied gebaseerd op Chopins Polonaise in As, en dat bleek het begin van een zeer succesvolle carrière. Como was de eerste artiest die van 10 platen elk meer dan een miljoen exemplaren wist te verkopen. Zijn televisieshows trokken meer kijkers dan die van enige andere zanger. In 2010 gebruikte postbedrijf TNT Post zijn lied Magic Moments in de kerstcommercial van het bedrijf.
In een lijst van Joel Whitburn staan veertien van zijn liedjes die nummer 1 in de Amerikaanse hitlijsten geworden zijn:
- Till the end of time (1945)
- Prisoner of love (1946)
- Surrender (1946)
- Chi-Baba, Chi-Baba (1947)
- 'A' you're adorable (1949)
- Some enchanted evening (1949)
- Hoop-de-doo (1950)
- If (1951)
- Don't let the stars get in your eyes (1952)
- No other love (1953)
- Wanted (1954)
- Hot Diggity (Dog Ziggity Boom) (1956)
- Round and round (1957)
- Catch a falling star (1958)

Op 14 maart 1958 werd Como's hit Catch a Falling Star door de RIAA tot haar eerste gouden plaat uitgeroepen. Zijn laatste hit was een cover van Don McLeans And I Love You So, opgenomen in 1973.